# Barbara Kavemann
Barbara Kavemann (geboren am 14. November 1949 in Seligenstadt) ist eine deutsche Soziologin. Sie forscht und publiziert seit den frühen 1980er Jahren zum Thema sexuelle Gewalt in Kindheit und Jugend.

## Leben
Barbara Kavemann absolvierte von 1968 bis 1970 eine Ausbildung als Buchhändlerin. Anschließend studierte sie von 1970 bis 1976 Soziologie an der Freien Universität Berlin. Seitdem ist sie als freiberufliche Sozialwissenschaftlerin tätig. 1995 erfolgte ihre Promotion an der Technischen Universität Berlin.
Kavemann war seit den 1970er Jahren in der Frauenbewegung in Berlin aktiv und arbeitete bei der wissenschaftlichen Begleitung des  ersten Frauenhauses mit, wo sie sich besonders  mit den Problemen der Kinder, die mit ihren Müttern ins Frauenhaus kamen, beschäftigte. 1984 veröffentlichte sie mit der Rechtsanwältin Ingrid Lohstöter das Buch Väter als Täter, das sexuelle Gewalt gegen Mädchen durch ihre Väter erstmal in Deutschland untersuchte und eine Titelgeschichte des Nachrichtenmagazins Der Spiegel wurde.  Der Band schilderte ausgehend von den Erfahrungen der Betroffenen die zerstörerischen Folgen des Missbrauchs und wie die Betroffenen ihn versuchten zu bewältigen, und er fasste die wesentlichen Forderungen der sich entwickelnden Bewegung gegen sexuellen Missbrauch zusammen. Das Buch wurde 2018 neu aufgelegt.
Seit dem Jahr 2000 hat Kavemann eine Honorarprofessur an der Katholischen Hochschule für Sozialwesen Berlin inne. Seit 2004 ist sie Mitarbeiterin des Sozialwissenschaftlichen Forschungsinstitut zu Geschlechterfragen in Freiburg (SoFFi F). Sie gehört zu den sieben Mitgliedern der 2016 einberufenen Unabhängigen Kommission zur Aufarbeitung sexuellen Kindesmissbrauchs, die Ausmaß, Art und Folgen von sexuellem Kindesmissbrauch in der Bundesrepublik Deutschland und in der DDR untersucht und im Juli 2021 eine erste Bilanz vorlegte.
Neben den Forschungsschwerpunkten sexuelle Gewalt gegen Kinder und Jugendliche und Gewalt in Paarbeziehungen entwickelte Kavemann Präventionskonzepte gegen sexuellen Kindesmissbrauch mit. Sie führte für Forschungszwecke Interviews mit Frauen und Männern, die sexuelle Gewalt in der Kindheit erlebt hatten. Dabei stellte sie fest, dass ein „nicht unerheblicher Anteil von Betroffenen“ auch von Formen ritueller und organisierter Gewalt berichteten. 2019 sagte sie in einem Interview, dass Frauen bei organisiertem Missbrauch „als Organisatorinnen und Profiteurinnen nicht selten eine gewichtige Rolle spielen“. Ihre Einschätzung wurde von einer 2021 veröffentlichten Studie der Unabhängigen Kommission bestätigt.

## Auszeichnungen
- 2005: Bundesverdienstkreuz am Bande für ihr Engagement im Kampf gegen Gewalt an Frauen und Kindern[9]
- 2005: Berliner Frauenpreis[10]

## Publikationen (Auswahl)
- mit Ingrid Lohstöter: Väter als Täter. Sexuelle Gewalt gegen Mädchen – „Erinnerungen sind wie eine Zeitbombe“. Rowohlt, Reinbek 1984 (= rororo frauen aktuell. Band 5250), ISBN 978-3-499-15250-4.
- mit Cornelia Helfferich, Heike Rabe: Determinanten der Aussagebereitschaft von Opfern des Menschenhandels zum Zweck sexueller Ausbeutung. Eine qualitative Opferbefragung (= Polizei + Forschung. Band 41). Hrsg. vom Bundeskriminalamt. Luchterhand, Köln 2010, ISBN 978-3-472-07831-9.
- als Hrsg. mit Ulrike Kreyssig: Handbuch Kinder und häusliche Gewalt. VS, Wiesbaden 2006; 3., überarbeitete Auflage. Springer VS, Wiesbaden 2013, ISBN 978-3-531-18096-0.
  - Zusammenhang von häuslicher Gewalt gegen die Mutter mit Gewalt gegen Töchter und Söhne – Ergebnisse neuerer deutscher Untersuchungen, S. 13–35. doi:10.1007/978-3-531-90142-8_1
- als Hrsg. mit Cornelia Helfferich, Heinz Kindler: Forschungsmanual Gewalt. Grundlagen der empirischen Erhebung von Gewalt in Paarbeziehungen und sexualisierter Gewalt.  Springer VS, Wiesbaden 2016, ISBN 978-3-658-06293-4.
- mit Annemarie Graf-van Kesteren, Sibylle Rothkegel, Bianca Nagel: Erinnern, Schweigen und Sprechen nach sexueller Gewalt in der Kindheit. Ergebnisse einer Interviewstudie mit Frauen und Männern, die als Kind sexuelle Gewalt erlebt haben. Springer VS, Wiesbaden 2016, ISBN 978-3-658-10509-9.
- als Hrsg. mit Daniel Doll, Bianca Nagel, Adrian Etzel: Beiträge zur Forschung zu Geschlechterbeziehungen, Gewalt und privaten Lebensformen. Disziplinäres, Interdisziplinäres und Essays. Budrich, Opladen 2022, ISBN 978-3-8474-2590-8.